# Lee Majors
Harvey Lee Yeary, mais conhecido como Lee Majors (Wyandotte, Michigan, 23 de abril de 1939) é um ator norte-americano.

## Biografia
Conhecido do seriado western Big Valley, ele se tornaria famoso por sua interpretação do Coronel Steve Austin, o ciborgue do seriado de televisão The Six Million Dollar Man.
Depois estrelaria a série The Fall Guy, na qual interpretava o dublê cinematográfico Colt Seavers.

## Vida pessoal
Lee Majors formou com Farrah Fawcett um dos casais mais famosos dos anos 70. Ele a conheceu em 1968, quando a atriz iniciava a sua carreira em Hollywood, e se casaram logo depois. O casamento acabou em 1980 quando Farrah se envolveu com o amigo de Lee, o astro Ryan O'Neal.

## Filmografia

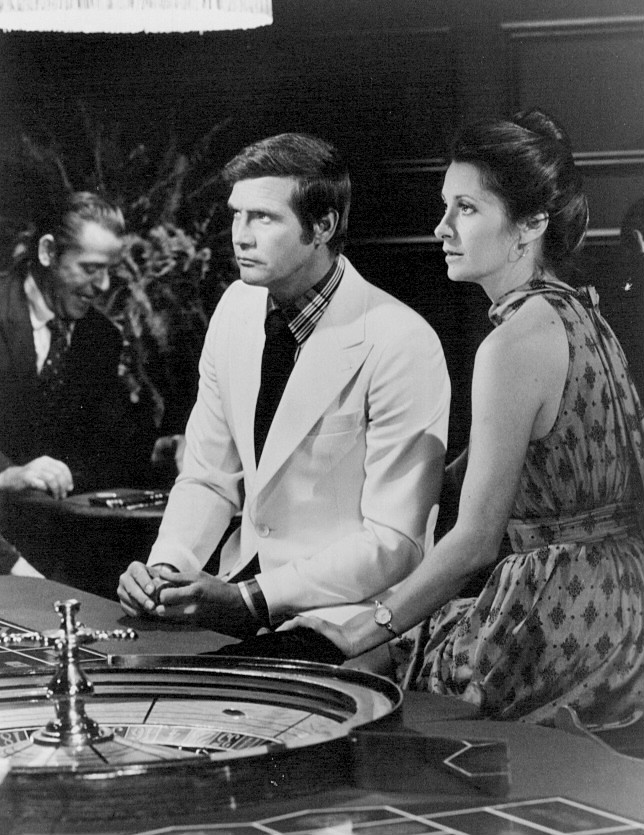
Lee Major como Steve Austin em 1973 (ao lado de Elizabeth Ashley), personagem que o tornou famoso

- 1968 - Will Penny
- 1974 - The Six Million Dollar Man
- 1978 - The Norseman
- 1979 - Steel
- 1979 - Killer Fish
- 1980 - Agency
- 1981 - The Last Chase
- 1983 - Starflight One
- 1988 - Scrooged
- 1998 - Muskeeters Forever
- 2001 - Out Cold
- 2002 - Big Fat Liar
- 2007 - The Brothers Solomon
- 2007 - Ben 10: Race Against Time
- 2015 - do you believe?
- 2018 - Ash X Evil, 3a temp-